# 風になりたい (Samba.Novo)
「風になりたい (Samba.Novo)」（かぜになりたい サンバ・ノヴォ）は、日本の音楽グループであるTHE BOOMが2003年8月6日に発表した29枚目のシングル。

## 解説
1995年発売シングル「風になりたい」をリアレンジしたもの。この楽曲はアルバム未収録のため、このシングルのみ聴くことができる。
CDエクストラ仕様として「J-フォン エンジョルノ」CM60秒ヴァージョンを収録。
2008年1月24日よりOAのスズキ8人乗りミニバン「ランディ」のCMソングにも採用された。

## 収録曲
全曲作詞・作曲：宮沢和史
1. 風になりたい (Samba.Novo)
J-PHONE CMソング
スズキ8人乗りミニバン「ランディ」 CMソング
2. 風になりたい
1994年のオリジナル・ヴァージョン